# 名都借
名都借（なづかり）は、千葉県流山市の地名。郵便番号は270-0145。

## 地理
流山市東部に位置する、緑の色濃い地域である。地域内には市立東小学校、市立東部中学校、流山市役所東部出張所がある。
東は西松ケ丘・松ケ丘、西は前ケ崎、南は向小金、北は柏市豊四季と接している。

### 小字
名都借には36の小字が存在する。ここでは北から順に列挙する。
- 向田
- 井戸田（一部が1972年（昭和47年）に柏市に編入）
- 赤堀（東部が昭和期に松ケ丘六丁目に編入）
- 千ヶ井新田（全域が昭和期に松ケ丘六丁目に編入）
- 西の下
- 上田ノ上
- 新兵ヱ作
- 西ノ上
- 宮ノ下
- 矢倉
- 宮ノ後
- 宮ノ内
- 宮ノ脇
- 中川後
- アンコウ作
- 別当内
- 五枚畑
- 東前
- 笹堤（北部が昭和期に松ケ丘六丁目に編入）
- 新堤
- 城山下
- 六斗蒔
- 城田
- 笹堀込
- 坊堀込
- 中内
- 長畑
- ビワクビ
- 寺ノ下
- 大井戸根
- 迎堀込
- 下内作
- 並木（東部が昭和40年代に西松ケ丘一丁目に編入）
- 鼠台
- 前原
- 河村台

消滅した小字
- 板橋（全域が1961年（昭和36年）に松ケ丘五丁目に編入）
- 木（全域が昭和40年代に西松ケ丘一丁目に編入）
- 五斗蒔（1982年（昭和57年）に野々下二丁目に編入。野々下二丁目の小字として残る）
- 蛯沢新田（1982年（昭和57年）に野々下六丁目に編入。野々下六丁目の小字として残る）

## 歴史

### 沿革
- 1869年（明治2年） 葛飾県葛飾郡名都借村となる。
- 1871年（明治4年） 廃藩置県により印旛県葛飾郡名都借村となる。
- 1873年（明治6年） 県の統合及び、郡の分割により千葉県東葛飾郡名都借村となる。
- 1889年（明治22年） 東葛飾郡市野谷村、思井村、前平井村、後平井村、芝崎村、長崎村、中村、野々下村、古間木村、前ヶ崎村、向小金新田、大畔新田、駒木村、十太夫新田、駒木新田、青田新田、初石新田と合併し、東葛飾郡八木村大字名都借となる。
- 1951年（昭和26年）4月1日 流山町、新川村と合併し、東葛飾郡江戸川町大字名都借となる。
- 1952年（昭和27年）1月1日 江戸川町が流山町に改称。東葛飾郡流山町大字名都借となる。
- 1967年（昭和42年）1月1日　市制施行により、流山市大字名都借となる。
- 1972年（昭和47年）5月1日 大字名都借の一部を柏市に編入。

## 世帯数と人口
2017年（平成29年）11月1日現在の世帯数と人口は以下の通りである。
| 大字   | 世帯数    | 人口    |
| ------ | --------- | ------- |
| 名都借 | 1,032世帯 | 2,511人 |

## 小・中学校の学区
市立小・中学校に通う場合、学区は以下の通りとなる。
| 番地 | 小学校           | 中学校             |
| ---- | ---------------- | ------------------ |
| 全域 | 流山市立東小学校 | 流山市立東部中学校 |

## 施設

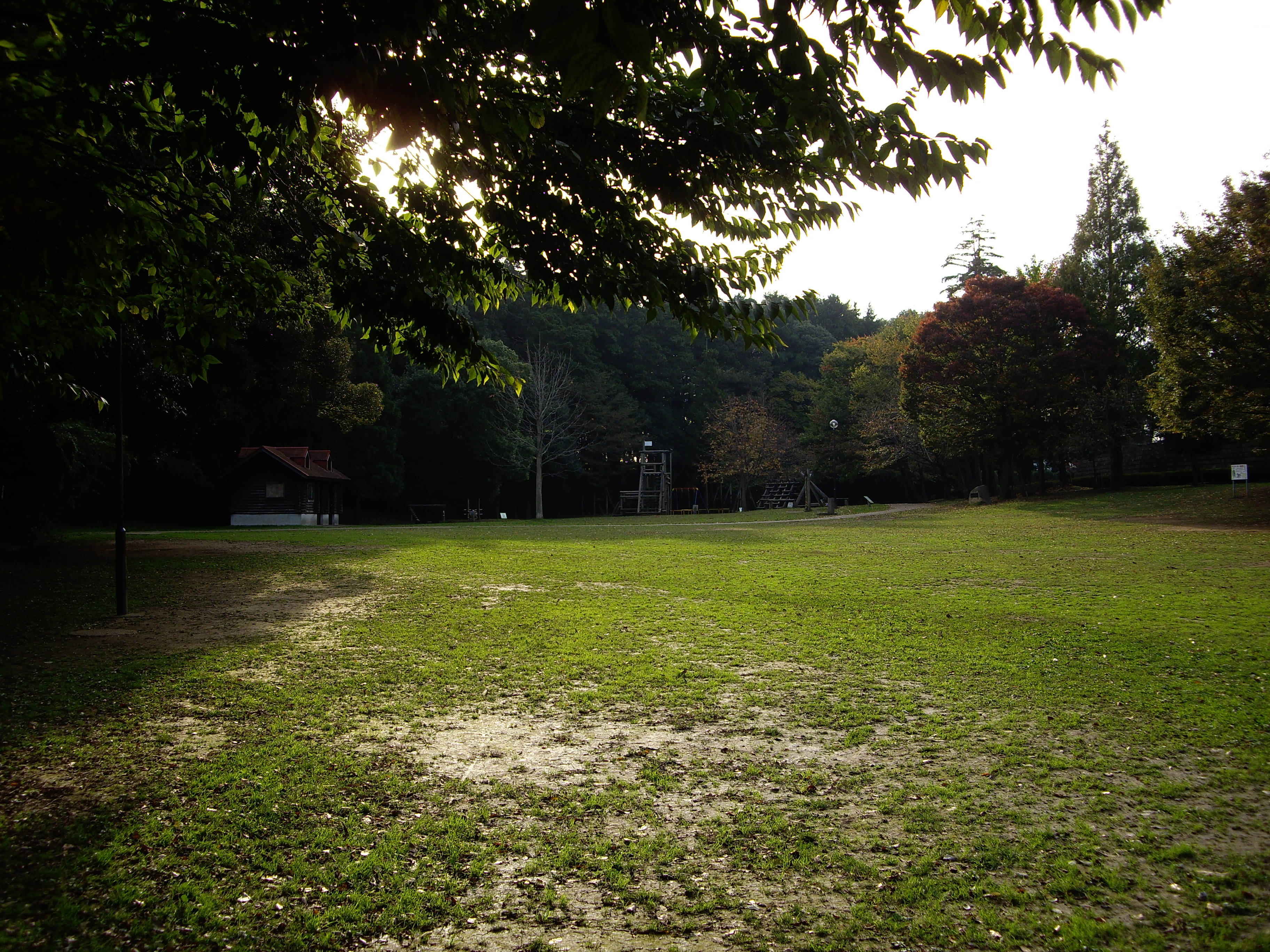
東部近隣公園

- 流山市立東小学校 - 名都借字並木、前原付近
- 流山市立東部中学校 - 名都借字迎堀込付近
- 流山市役所東部出張所 - 名都借字並木
- 清滝寺 - 名都借字西ノ上
- 広寿寺 - 名都借字大井戸根
- 香取神社 - 名都借字宮ノ内
- 東部近隣公園
- 流山市立木の図書館